# اچ‌ام‌اس اوراکل (اس۱۶)
اچ‌ام‌اس اوراکل (اس۱۶) (به انگلیسی: HMS Oracle (S16)) یک زیردریایی بود. این زیردریایی در سال ۱۹۶۱ ساخته شد.